# Sergio del Valle Jiménez
Sergio del Valle Jiménez (* 15. April 1927 in Havanna; † 15. November 2007 ebenda) war ein kubanischer General und Politiker.

## Biografie
Nach dem Schulbesuch studierte Valle Jiménez Medizin und war anschließend als Arzt in einem Krankenhaus in Havanna tätig. 1956 schloss er sich einer Gruppe der von Fidel Castro angeführten revolutionären „Bewegung des 26. Juli“ gegen Diktator Fulgencio Batista an. Im Juli 1957 folgte sein Eintritt in die Rebellenarmee gegen die Truppen Batistas im Osten Kubas als Arzt und Soldat. Im August 1958 gehörte er zu den ausgewählten Kämpfern, die von der ostkubanischen Sierra Maestra aus in zwei von Camilo Cienfuegos und Ernesto „Che“ Guevara geführten Einheiten in die Provinz Las Villas in der Westhälfte der Insel marschierten und dort bis Ende Dezember für den Kriegsverlauf bedeutende Gefechte gewannen. Del Valle war Cienfuegos′ Stellvertretender als Befehlshaber der Columna invasora No. 2 „Antonio Maceo“ und führte ein später veröffentlichtes Kriegstagebuch. Zum Kriegsende wurde er von Castro in den höchsten Rang des Comandante befördert.
Nach der Flucht des Diktators und dem Sieg der Revolution am 1. Januar 1959 übernahm er als General mehrere Funktionen innerhalb der Streitkräfte (Fuerzas Armadas Revolucionarias). Als Einsatzleiter des Generalstabs war er im Dezember 1959 Vorsitzender des Militärtribunals gegen den von Castro des Hochverrats bezichtigten Huber Matos. Während der von den Vereinigten Staaten unterstützten, erfolglosen Invasion in der Schweinebucht durch Exilkubaner Mitte April 1961 war er Chef des Stabes der Armee ebenso wie im folgenden Jahr während der Kubakrise im Oktober 1962, einer äußerst ernsten Konfrontation zwischen den Vereinigten Staaten von Amerika und der Sowjetunion im Kalten Krieg mit Kuba im Zentrum des Geschehens und der hohen Gefahr des Beginns eines Atomkrieges.
Del Valle, Mitgründer der 1965 als Einheitspartei neu konstituierten Kommunistischen Partei Kubas (PCC), war auch Mitglied des Zentralkomitees (ZK) und des Politbüros der PCC. Darüber hinaus war er Abgeordneter der Nationalversammlung (Asamblea Nacional del Poder Popular) sowie Mitglied des Staatsrates.
1968 wurde er in den Ministerrat berufen und gehörte diesem zunächst als Innenminister an. Er war damit Nachfolger von Ramiro Valdés, den er bis dahin bereits als Erster Stellvertretender Minister unterstützt hatte. Als Valdés 1979 wieder die Leitung des Innenministeriums übertragen bekam, wechselte Del Valle in das Amt des Gesundheitsministers, das er bis 1986 bekleidete und das sein letztes öffentliches Amt war.
Im April 2001 erhielt er den Ehrentitel „Held der Republik Kuba“.